# Ardeoani
Ardeoani is een Roemeense gemeente in het district Bacău.
Ardeoani telt 2520 inwoners.